# شاندور روژنویی
شاندور روژنویی (مجاری: Sándor Rozsnyói; ۲۴ نوامبر ۱۹۳۰ – ۲ سپتامبر ۲۰۱۴) ورزشکار دو و میدانی، و آموزگار اهل مجارستان بود.